# Listopad 2011
4. listopadu – pátek
- Podnikatel Andrej Babiš založil občanskou iniciativu Akce nespokojených občanů (ANO 2011) a nevyloučil, že založí politickou stranu.[1]

5. listopadu – sobota
- Český fotograf Ondřej Prosický se stal vítězem prestižní soutěže European Golden Camera v kategorii Krajina. Na třetím místě ve stejné kategorii skončil další český zástupce Jiří Stránský.[2]

6. listopadu – neděle
- České tenistky porazily v moskevském finále Fed Cupu domácí Rusky celkově 3:2 na zápasy.[3]

7. listopadu – pondělí
- Po šesti dnech obstrukcí ze strany zástupců levice odhlasovali poslanci ODS, TOP 09 a VV v Poslanecké sněmovně Parlamentu ČR všech čtrnáct reformních zákonů týkajících se důchodového systému, zdravotnictví, daní a sociální oblasti.[4]
- Ve věku 67 let zemřel americký boxer, v letech 1970–1973 držitel titulu profesionálního světového šampiona a olympijský vítěz z Tokia 1964 Joe Frazier. V roce 1971 dokázal porazit Muhammeda Aliho, v odvetách v letech 1974 a 1975 s ním prohrál, přičemž poslední duel je znám jako „Thrilla in Manila“.[5]
- Novým prezidentem Guatemaly byl zvolen bývalý generál Otto Pérez Molina, jenž se tak stane prvním vojenským představitelem v této funkci od konce občanské války v roce 1990.[6]

8. listopadu – úterý
- Německá kancléřka Angela Merkelová a ruský prezident Dmitrij Medveděv zahájili symbolicky provoz plynovodu Nord Stream. Do Evropy tak pod Baltským mořem začal proudit zemní plyn ze Sibiře.[7] .

9. listopadu – středa
- Poslanecká sněmovna Parlamentu České republiky schválila nový občanský zákoník, jehož hlavním autorem je prof. Karel Eliáš. Zákon ještě musí schválit Senát a podepsat prezident.[8]
- Český hráč pokeru Martin Staszko skončil ve finále Světové pokerové série druhý a vyhrál 98 milionu korun.[9]
- Kolem Země prolétla planetka 2005 YU55 ve vzdálenosti 325 tisíc km, což je méně než vzdálenost mezi Zemí a Měsícem.[10]
- Martin Kocourek (ODS) končí ve vládě. Na postu ministra průmyslu a obchodu by jej pravděpodobně měl nahradit Zbyněk Stanjura.[11]

10. listopadu – čtvrtek
- Ve věku 67 let zemřel básník a publicista Ivan Martin Jirous.[12]

11. listopadu – pátek
- Po demisi řecké vlády Jorga Papandreua složila v přítomnosti prezidenta Karolose Papuliase a popů řecké ortodoxní církve přísahu nová vláda pod vedením ekonoma Lukase Papadimose. Nový kabinet bude mít za úkol zajistit zemi další zahraniční finanční pomoc a pokračovat v tvrdých úsporných ekonomických opatřeních.[13]
- Německá hudební skupina Rammstein vydala nový singl „Mein Land“, který se později vyskytne i na nosiči Made in Germany 1995–2011.[14]
- Niger udělil politický azyl synovi bývalého libyjského vůdce Muammara Kaddáfího – Sádímu.[15]
- Žalobce Mezinárodního trestního soudu (ICC) Luis Moreno-Ocampo oznámil, že ICC je připraven prošetřit možné prohřešky NATO spáchané v průběhu vojenské operace v Libyi.[16]
- Legendární britská hardrocková skupina Black Sabbath v americkém Los Angeles oznámila návrat v původním složení, tedy i s Ozzym Osbournem.[17]
- V České republice formálně skončilo analogové vysílání.[18]

12. listopadu – sobota
- Italský premiér Silvio Berlusconi podal demisi.[19] >
- Výbuch muničního skladu Republikánské gardy nedaleko Teheránu si vyžádal 17 obětí.[20]
- Liga arabských států na mimořádném zasedání v Káhiře pozastavila členství Sýrie v organizaci a členské státy vyzvala ke stažení velvyslanců z Damašku.[21]

13. listopadu – neděle
- Prvními držiteli Oscara za rok 2011 se stali herec James Earl Jones a maskér Dick Smith, oba za dlouholetou filmovou kariéru. Humanitární cenu pak získala americká moderátorka Oprah Winfrey.[22]
- Americký prezident Barack Obama se v rozhovoru s ruským prezidentem Dmitrijem Medveděvem zavázal ke zrušení Jacksonova-Vanikova dodatku, který omezuje obchod se zeměmi, jež porušují lidská práva. Ten vznikl roku 1974, aby zvýšil tlak na bývalý Sovětský svaz.[23]
- Brazilská policie bez boje obsadila největší slum v Rio de Janeiru Rocinha, který neblaze proslul mimo jiné obchodem s drogami. Jde o součást vládního programu, v jehož rámci mají elitní policejní jednotky vytlačit ze slumů těžce ozbrojené gangy, které chudinské čtvrti ovládají desítky let.[24]
- Na mezinárodním filmovém festivalu v Minsku byla dvěma cenami oceněna česká filmová Zdeňka Trošky Čertova nevěsta. Šlo o hlavní ceny v sekci filmů pro děti a mládež. Cenu film dostal od odborné poroty dospělých a také od dětské poroty.[25]
- Jaromír Nohavica získal jako první český písničkář italskou hudební cenu Premio Tenco. Ta se každoročně uděluje v rámci Festivalu autorských písní.[26]
- Italský prezident Giorgio Napolitano pověřil sestavením úřednické vlády bývalého eurokomisaře Maria Montiho.[27]

14. listopadu – pondělí
- Ve věku 84 let zemřel hudební skladatel Karel Mareš, autor hitů jako např. Hvězda na vrbě či Oliver Twist.[28]

15. listopadu – úterý
- Česká fotbalová reprezentace porazila v Podgorici reprezentaci Černé Hory 1:0 (81. Petr Jiráček) a po páteční výhře 2:0 v Praze tak čeští fotbalisti postoupili na Mistrovství Evropy ve fotbale 2012, které se bude konat v Polsku a na Ukrajině.[29]

16. listopadu – středa
- Český hokejista Roman Červenka vstřelil v zápase proti Dinamu Riga jubilejní 10 000. soutěžní gól týmu Avangard Omsk. Klub na tuto metu čekal 56 let.[30]

17. listopadu – čtvrtek
- Novým předsedou FAČR, nástupcem Ivana Haška se po zvolení na valné hromadě stal šéf klubu FK Baumit Jablonec Miroslav Pelta.

18. listopadu – pátek
- Americká skupina R.E.M. vydala poslední společné album nazvané Part Lies, Part Heart, Part Truth, Part Garbage, 1982 - 2011.[31]
- V klášteře ve Vyšším Brodě byla potvrzena existence hrobky s ostatky 39 Rožmberků.[32]

19. listopadu – sobota
- Na jihu Libye u města Obari byl zadržen zraněný syn bývalého libyjského vůdce Muammara Kaddáfího Sajf Islám.[33]

20. listopadu – neděle
- V mimořádném hromadném procesu odsoudil milánský soud celkem 110 podezřelých mafiánů a některé z nich poslal na dlouhá léta do vězení. Obviněni byli z toho, že se jako příslušníci kalábrijské mafie 'Ndrangheta pokoušeli vybudovat jakousi pobočku této zločinecké organizace v severní Itálii.[34]
- Ve Španělsku proběhly parlamentní volby.

21. listopadu – pondělí
- Třetím dnem pokračují protivládní protesty v egyptském hlavním městě Káhiře. Nepokoje na náměstí Tahrír si vyžádaly již 33 obětí na životech a kolem 1750 zraněných. Demonstranti tvrdí týden před plánovanými volbami, že se dočasně vládnoucí vojenská Nejvyšší rada ozbrojených sil pokouší uzurpovat moc a rada vedená polním maršálem Mohamedem Tantavím selhala při přechodu země k demokracii.[35]

22. listopadu – úterý
- Ve věku 87 let zemřela bývalá první dáma Francie Danielle Mitterrandová.[36]

23. listopadu – středa
- Ve věku 84 let zemřel hudební skladatel, muzikolog a propagátor Bohuslava Martinů Zdeněk Zouhar.[37]
- Ve věku 87 let zemřel architekt Karel Hubáček, autor hotelu na Ještědu.[38]

24. listopadu – čtvrtek
- Na pražském magistrátu byla dohodnuta koalice ODS a TOP 09 se staronovým primátorem Bohuslavem Svobodou.[39]

26. listopadu – sobota
- David Lafata vstřelil svůj stý ligový gól, čímž se stal členem prestižního Klubu ligových kanonýrů.[40] Stý ligový gól vstřelil také Milan Baroš.[41]

27. listopadu – neděle
- Jízda králů byla při jednání UNESCO na indonéském ostrově Bali zapsána na seznam Mistrovských děl ústního a nehmotného dědictví lidstva.[42]

30. listopadu – středa
- Ve věku 90 let zemřel český režisér a výtvarník animovaných filmů Zdeněk Miler, autor Krtečka.[43]
- Česká televize ukončila analogové televizní vysílání.